# Staunton (Illinois)
Staunton es una ciudad ubicada en el condado de Macoupin en el estado estadounidense de Illinois. En el Censo de 2010 tenía una población de 5139 habitantes y una densidad poblacional de 642,13 personas por km².

## Geografía
Staunton se encuentra ubicada en las coordenadas 39°0′39″N 89°47′38″O / 39.01083, -89.79389. Según la Oficina del Censo de los Estados Unidos, Staunton tiene una superficie total de 8 km², de la cual 7.93 km² corresponden a tierra firme y (0.91%) 0.07 km² es agua.

## Demografía
Según el censo de 2010, había 5139 personas residiendo en Staunton. La densidad de población era de 642,13 hab./km². De los 5139 habitantes, Staunton estaba compuesto por el 97.61% blancos, el 0.29% eran afroamericanos, el 0.27% eran amerindios, el 0.47% eran asiáticos, el 0.06% eran isleños del Pacífico, el 0.19% eran de otras razas y el 1.11% pertenecían a dos o más razas. Del total de la población el 0.7% eran hispanos o latinos de cualquier raza.